# Шаншан
Шаншан (на китайски: 鄯善; на пинин: Shànshàn) е древна държава в Централна Азия.
Тя възниква през 77 година пр.н.е., когато империята Хан налага свой марионетен режим в Лоулан, голям град в източната част на Таримската котловина, при езерото Лобнор. През следващите столетия Шаншан периодично е под китайски и хунски сюзеренитет или е самостоятелно владение. Той заема стратегически важно положение, контролиращо и двата клона на Пътя на коприната през Таримската котловина и през III век установява контрол над цялата югоизточна част на региона. От IV век, подложен на нападенията на народи като туюхун и жоужан, Шаншан запада и около 630 година последните му жители се изселват към Хами.